# Bot (budist)

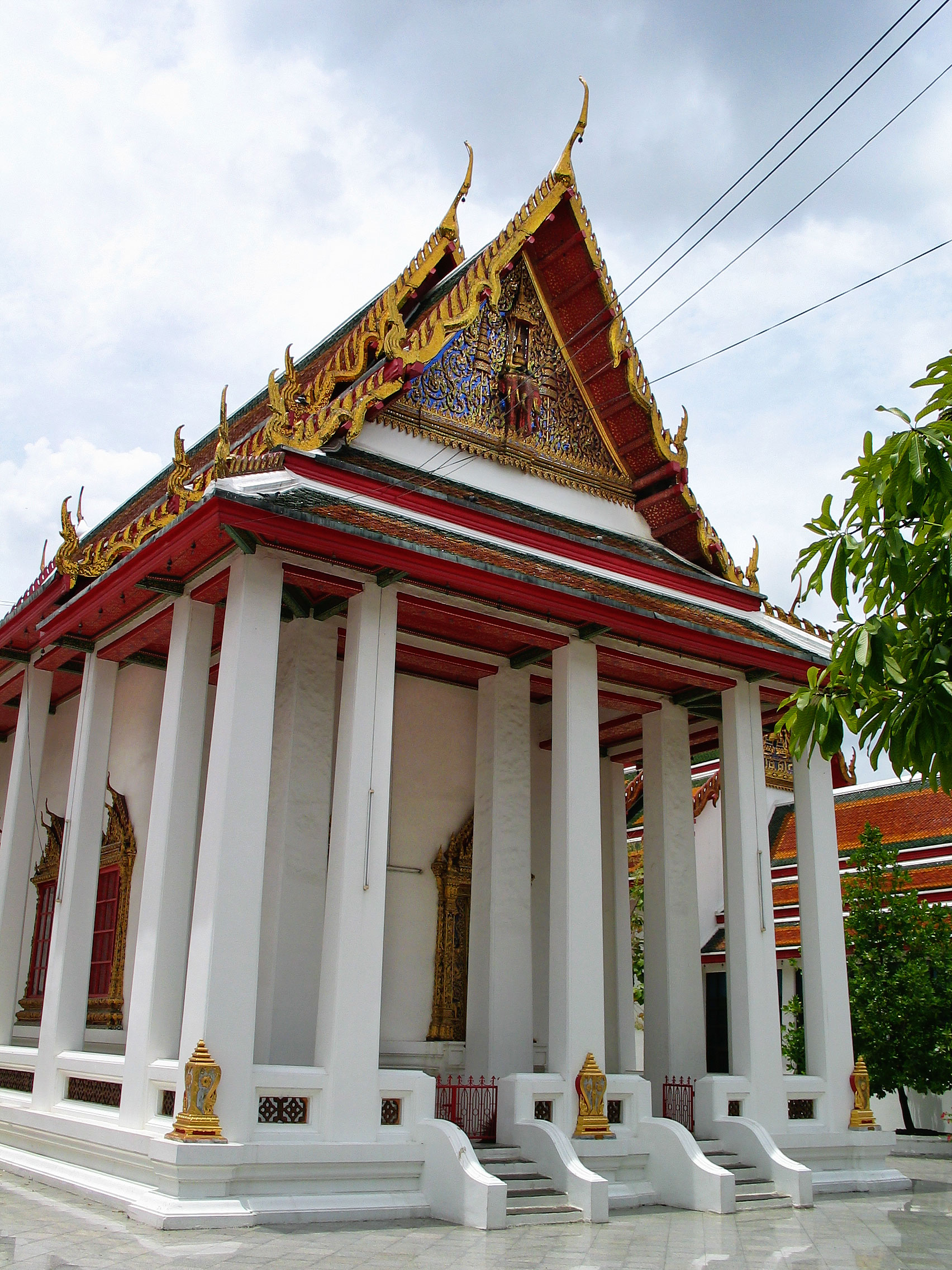
Bot (Wat Maha) din Bang Rak, Bangkok

Bot  (în thailandeză: โบสถ์, pronunție a termenului thailandez: [ʔùʔ.boː.sòt]) este clădirea cea mai sfântă de pe un Wat (teritoriul unui templu budist) din Thailanda. Aici au loc ceremoniile religioase cele mai importante, ca de exemplu când sunt sfințiți călugări noi, sau ceremonia „suet patimok” de mărturisire care are loc de două ori pe lună.
Construcția este în mod obișnuit de forma unui patrulater, vopsit alb, în care trebuie să încapă  cel puțin 21 de călugări, care trebuie să aibă spațiu liber între ei de lungimea unui antebraț. Singura deosebire față de celelate clădiri de pe teritoriul templului, este faptul că „Bot” are în interior 8 Bai Sema.